# Бракел (Северна Рајна-Вестфалија)
Бракел (њем. Brakel) град је у њемачкој савезној држави Северна Рајна-Вестфалија. Једно је од 10 општинских средишта округа Хекстер. Према процјени из 2010. у граду је живјело 17.184 становника. Посједује регионалну шифру (AGS) 5762016, NUTS (DEA44) и LOCODE (DE BKK) код.

## Географски и демографски подаци
Бракел се налази у савезној држави Северна Рајна-Вестфалија у округу Хекстер. Град се налази на надморској висини од 135 метара. Површина општине износи 173,7 km². У самом граду је, према процјени из 2010. године, живјело 17.184 становника. Просјечна густина становништва износи 99 становника/km².

## Међународна сарадња
| Мјесто  | Држава  | Врста сарадње | Од    |
| ------- | ------- | ------------- | ----- |
| Ветерен | Белгија | партнерство   | 1971. |
| Извор   |         |               |       |